# Озёра Нидерландов

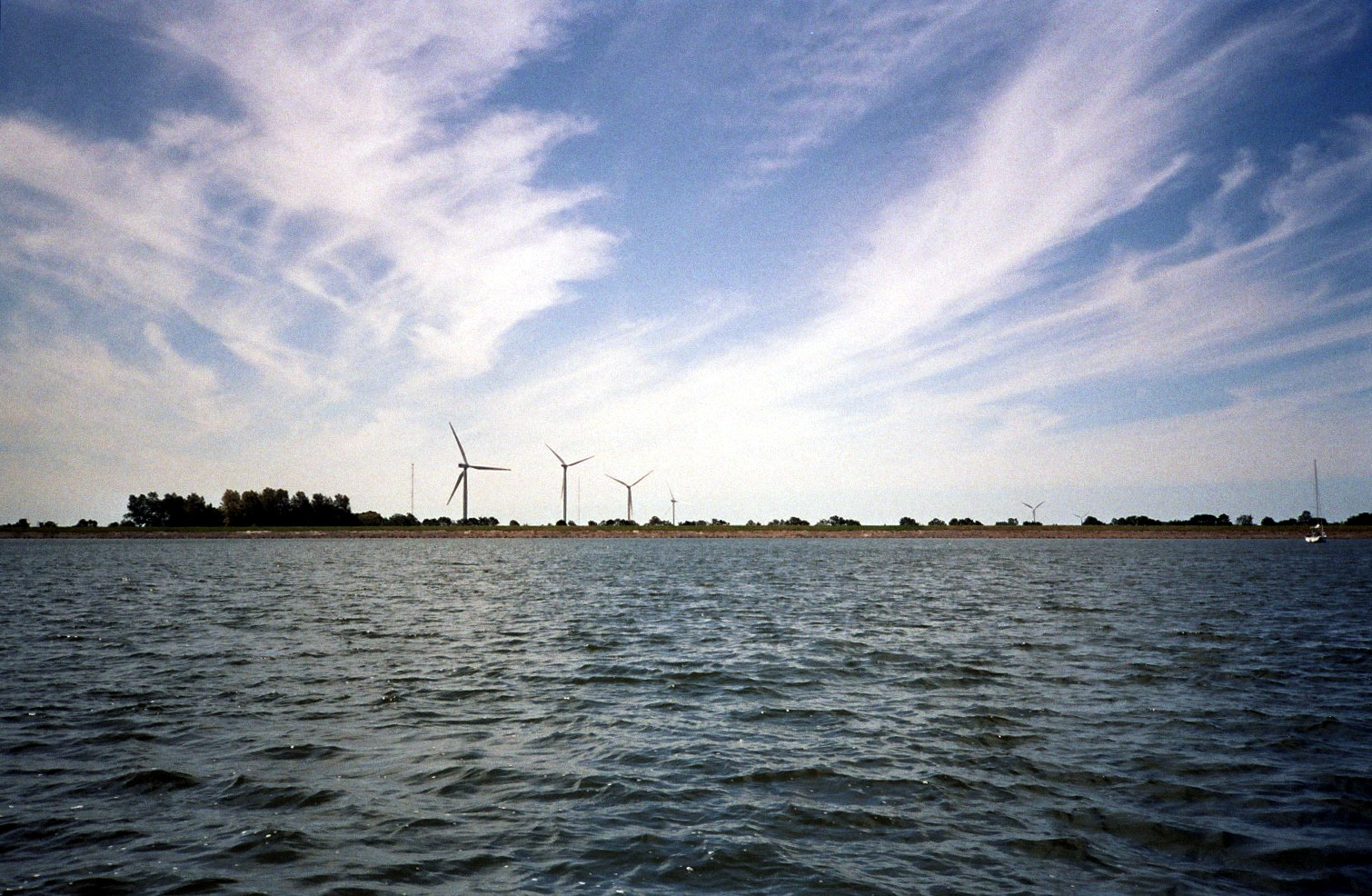
Ветряки на берегу озера Эйсселмер

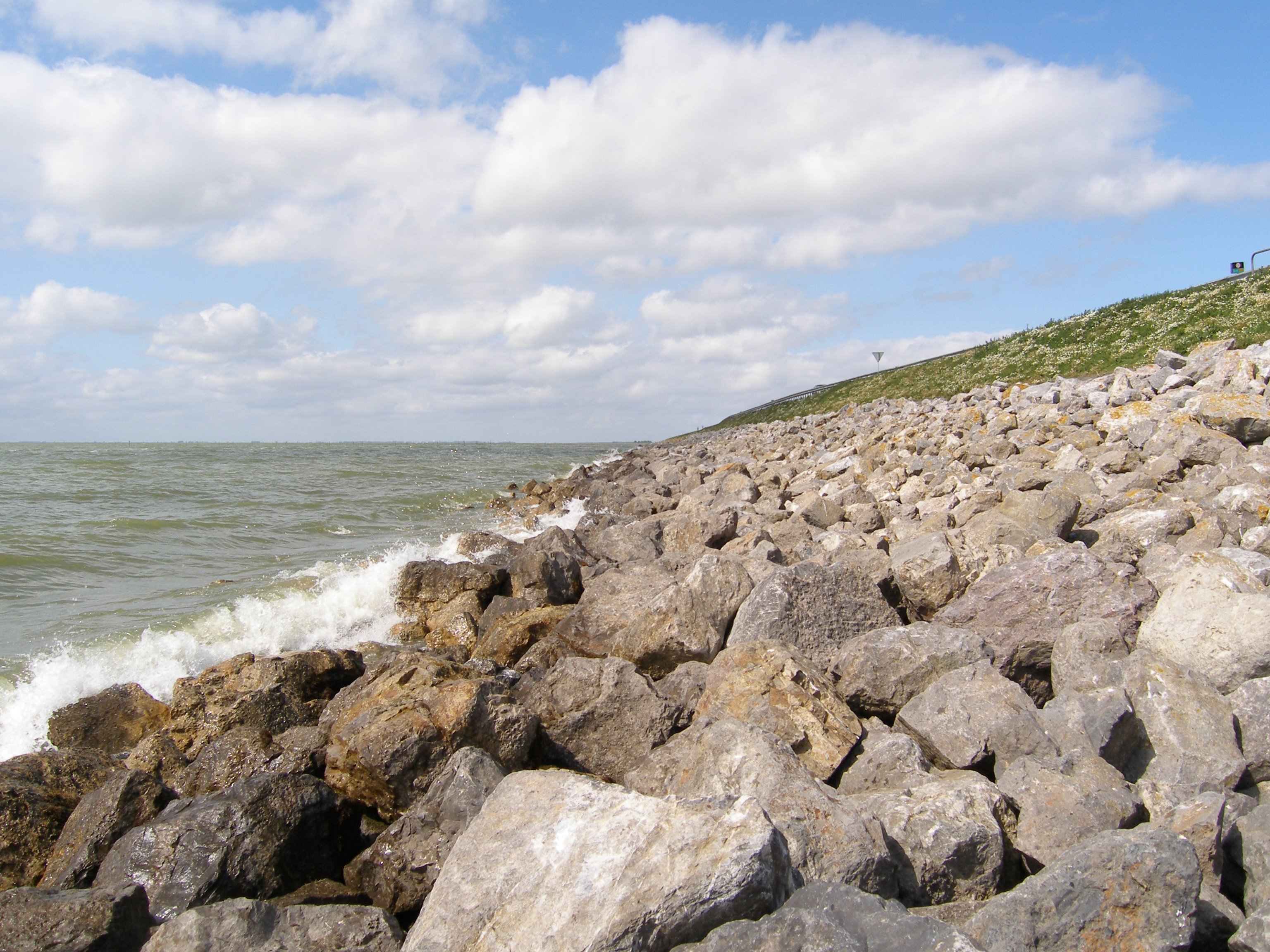
Вал дамбы Хаутрибдейк (Houtribdijk), отделяющей Эйсселмер от Маркермера

На территории Нидерландов расположено несколько озёр, крупнейшее из которых — Эйсселмер — образовалось после того, как от Ваддензе дамбой Афслёйтдейк отгородили залив Зёйдер-Зе.

## Южная Голландия
- Гревелинген (Grevelingen) или Брауверхавенсе-Гат — по озеру проходит граница с Зеландией
- система небольших озёр Кагерплассен (Kagerplassen)
- Брассемер-Мер (Braassemermeer)

## Северная Голландия
- Вестейндер-Плас (Westeinderplassen)
- Нардермер (Naardermeer)
- Алкмардермер (Alkmaardermeer)
- Амстелмер (Amstelmeer)
- Босбан (Bosbaan)

## Утрехт
- Лосдрехтсе-Плас(Loosdrecht Place)

## Флеволанд

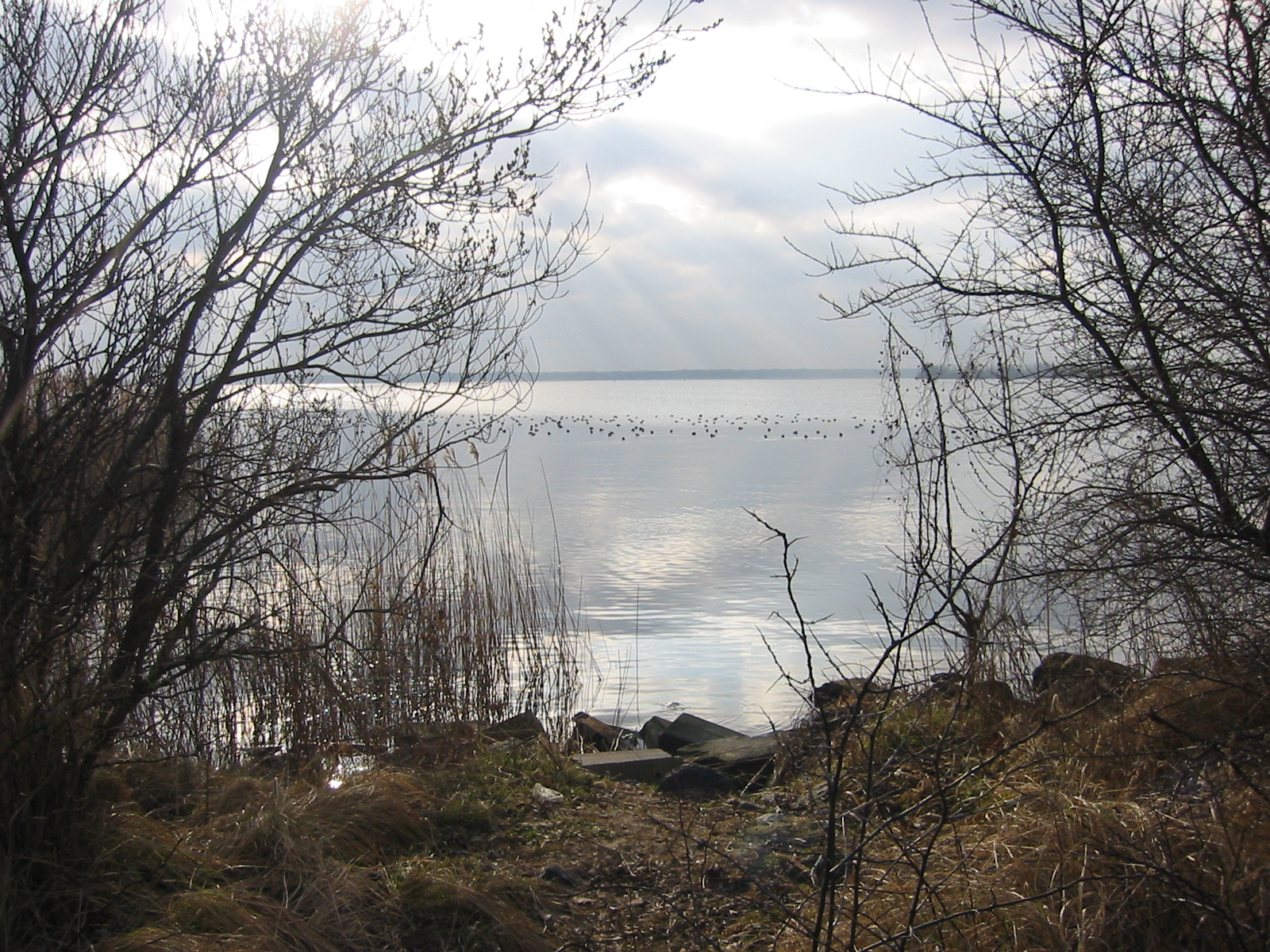
Озеро Гоимер

После осушения польдеров провинции Флеволанд осталась цепочка сообщающихся озёр (перечислены по часовой стрелке):
- Кетелмер (Ketelmeer)
- Зварте-Мер (Zwarte Meer)
- Воссемер (Vossemeer)
- Дрёнтермер (Drontermeer)
- Велювемер (Veluwemeer)
- Вольдер-Вейде (Wolderwijd)
- Нульдернаув (Nuldernauw)
- Нийкеркернаув (Nijkerkernauw)
- Эммер (Eemmeer)
- Гоимер (Gooimeer)
- Эймер (IJmeer)
- Маркермер (Markermeer)

## Оверэйссел
- Белтер-Вейде (Belterwijde)
- Бёлакер-Вейде (Beulakerwijde)

## Фрисландия

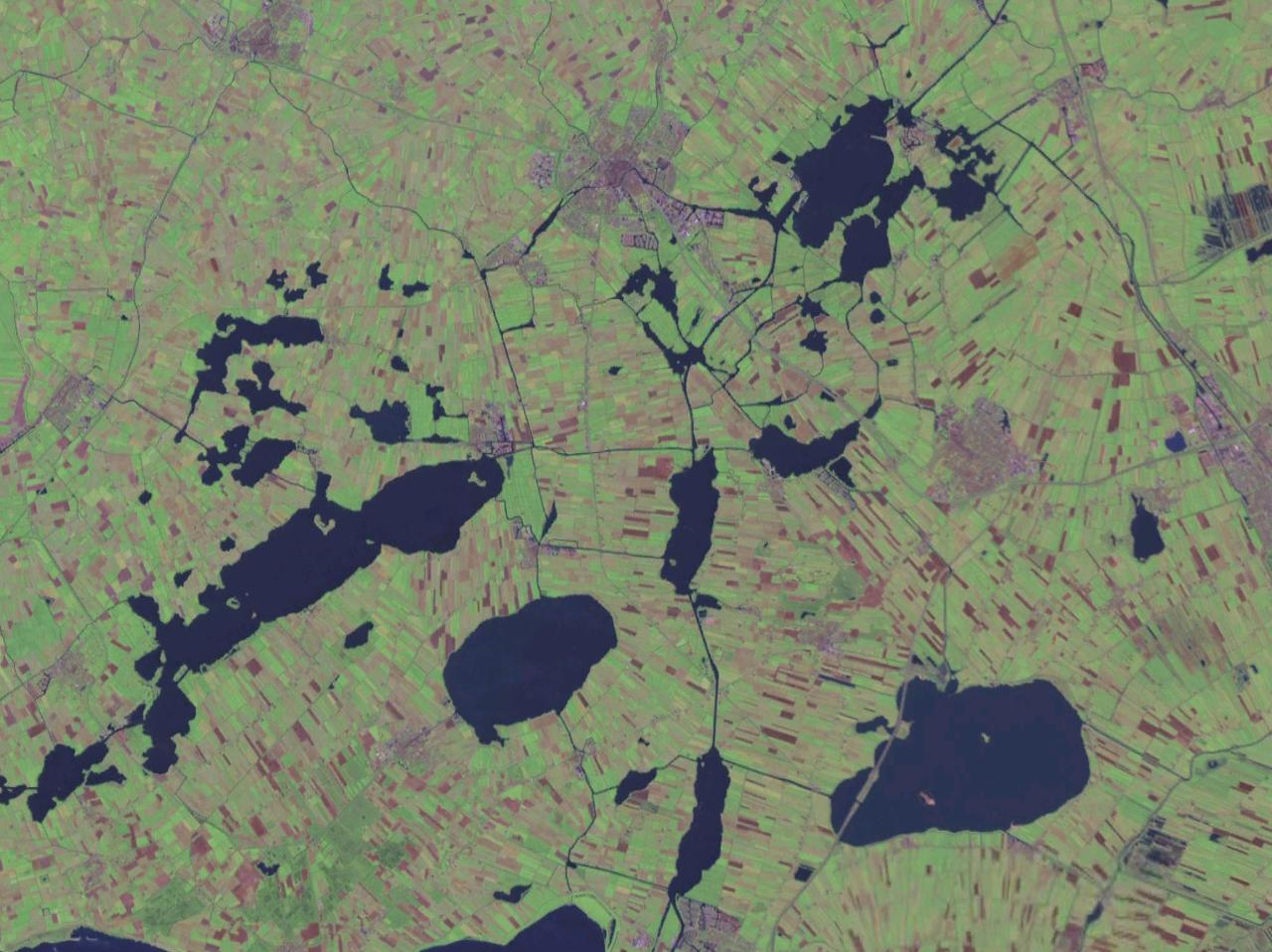
Система озёр на юго-западе Фрисландии

В провинции Фрисландия расположено множество озёр, большая часть которых лежит ниже уровня моря. Озёра вытянуты с юго-запада на северо-восток, вдоль них проходит Принсе-Маргрит-канал:
- Флюссен (De Fluezen)
- Слотер-Мер (Slotermeer)
- Гроте-Бреккен (Groote Brekken)
- Тьёке-Мер (Tjeukemeer)
- Кувордермер (Koevordermeer)
- Снекер-Мер (Sneekermeer)
- Бергюмер-Мер (Bergumermeer)
- Де-Лейен (De Leijen)
- Лауверсмер — на границе с Гронингеном

## Гронинген

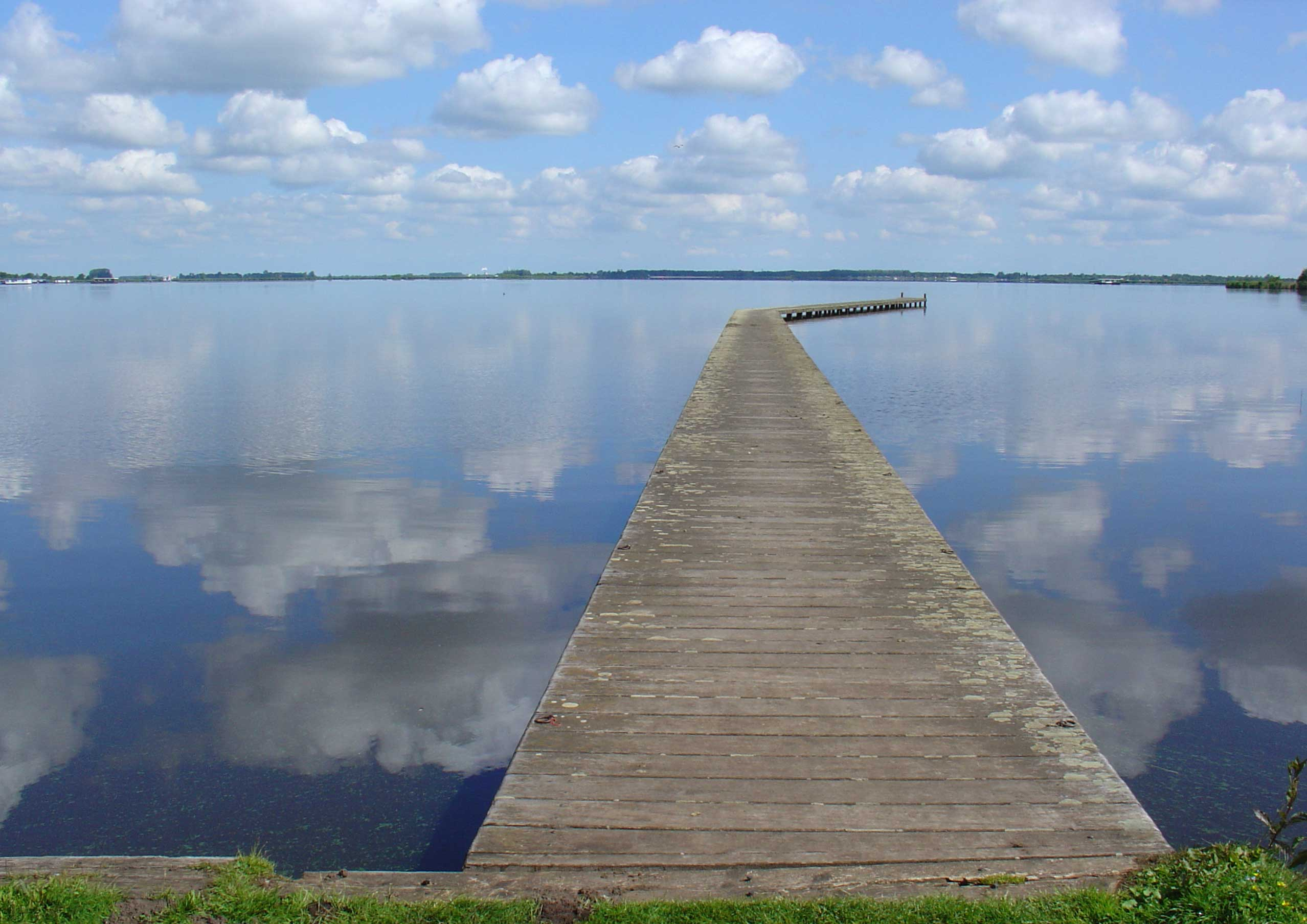
Озеро Зёйдлардер-Мер

- Патерсволдсемер (Paterswoldsemeer)
- Схилдмер (Schildmeer)
- Зёйдлардер-Мер (Zuidlaardermeer)

## Дренте
- Лекстермер (Leekstermeer)